# Ronde van Italië 1925
| Eindklassement      |                      |               |
| Algemeen klassement | Alfredo Binda        | 137h 31' 13"  |
| Tweede              | Costante Girardengo  | + 4' 58"      |
| Derde               | Giovanni Brunero     | + 7' 22"      |
| Vierde              | Gaetano Belloni      | + 26' 29"     |
| Vijfde              | Nello Ciaccheri      | + 37' 57"     |
| Zesde               | Ermanno Vallazza     | + 1h 00' 27"  |
| Zevende             | Pierino Bestetti     | + 1h 15' 10"  |
| Achtste             | Gianbattista Gilli   | + 1h 25' 18"  |
| Negende             | Giovanni Trentarossi | + 1h 40' 45"  |
| Tiende              | Pasquale Di Pietro   | + 2h 31' 23"  |
| Rode Lantaarn       | ... (39e)            | + 20h 29' 10" |
| Ploegenklassement   | Legnano              | ...h ..' .."  |
| Tweede              | ...                  | -             |
| Derde               | ...                  | -             |

In 1925 ging de 13e Giro d'Italia op 16 mei van start in Milaan. Hij eindigde op 7 juni in Milaan. Er stonden 126 renners verdeeld over 39 ploegen aan de start. Hij werd gewonnen door Alfredo Binda.
Aantal ritten: 12

Totale afstand: 3520 km

Gemiddelde snelheid: 25,6 km/h

Aantal deelnemers: 126

## Belgische en Nederlandse prestaties
In totaal namen er .. Belgen en .. Nederlanders deel aan de Giro van 1925.

### Belgische etappezeges
- In 1925 was er geen Belgische etappezege.

### Nederlandse etappezeges
- In 1925 was er geen Nederlandse etappezege.

## Etappe uitslagen
| Datum  | Etappe    | Parcours            | Afstand | Eerste                    | Tweede                    | Derde                     | Klassementsleider         |
| ------ | --------- | ------------------- | ------- | ------------------------- | ------------------------- | ------------------------- | ------------------------- |
| 16 mei | etappe 1  | Milaan - Turijn     | 278 km  | Pietro Linari (Ita)       | Gaetano Belloni (Ita)     | Alfredo Binda (Ita)       | Pietro Linari (Ita)       |
| 18 mei | etappe 2  | Turijn - Arenzano   | 279 km  | Costante Girardengo (Ita) | Alfredo Binda (Ita)       | Giovanni Brunero (Ita)    | Costante Girardengo (Ita) |
| 20 mei | etappe 3  | Arenzano - Pisa     | 315 km  | Pierino Bestetti (Ita)    | Alfredo Binda (Ita)       | Costante Girardengo (Ita) | Costante Girardengo (Ita) |
| 22 mei | etappe 4  | Pisa - Rome         | 337 km  | Costante Girardengo (Ita) | Gaetano Belloni (Ita)     | Alfredo Binda (Ita)       | Costante Girardengo (Ita) |
| 24 mei | etappe 5  | Rome - Napels       | 260 km  | Gaetano Belloni (Ita)     | Alfredo Binda (Ita)       | Pierino Bestetti (Ita)    | Alfredo Binda (Ita)       |
| 26 mei | etappe 6  | Napels - Bari       | 314 km  | Alfredo Binda (Ita)       | Costante Girardengo (Ita) | Gaetano Belloni (Ita)     | Alfredo Binda (Ita)       |
| 28 mei | etappe 7  | Bari - Benevento    | 234 km  | Costante Girardengo (Ita) | Gaetano Belloni (Ita)     | Giovanni Brunero (Ita)    | Alfredo Binda (Ita)       |
| 30 mei | etappe 8  | Benevento - Sulmona | 275 km  | Giovanni Brunero (Ita)    | Costante Girardengo (Ita) | Alfredo Binda (Ita)       | Alfredo Binda (Ita)       |
| 1 juni | etappe 9  | Sulmona - Arezzo    | 376 km  | Costante Girardengo (Ita) | Pierino Bestetti (Ita)    | Gaetano Belloni (Ita)     | Alfredo Binda (Ita)       |
| 3 juni | etappe 10 | Arezzo - Forlì      | 224 km  | Costante Girardengo (Ita) | Gaetano Belloni (Ita)     | Giovanni Brunero (Ita)    | Alfredo Binda (Ita)       |
| 5 juni | etappe 11 | Forlì - Verona      | 318 km  | Costante Girardengo (Ita) | Alfredo Binda (Ita)       | Gaetano Belloni (Ita)     | Alfredo Binda (Ita)       |
| 7 juni | etappe 12 | Verona - Milaan     | 307 km  | Gaetano Belloni (Ita)     | Costante Girardengo (Ita) | Alfredo Binda (Ita)       | Alfredo Binda (Ita)       |

 winnaars · 
roze trui · 
  puntenklassement · 
  bergklassement · 
 jongerenklassement · 
 intergiro · 
 ploegenklassement · 
 strijdlust · 
 zwarte trui
Giro d'Italia Next Gen · Giro Donne · Cima Coppi
 Belgische rozetruidragers · etappewinnaars
 Nederlandse rozetruidragers · etappewinnaars
Mannen:
1909 · 
1910 · 
1911 · 
1912 · 
1913 · 
1914 · 
1919 · 
1920 · 
1921 · 
1922 · 
1923 · 
1924 · 
1925 · 
1926 · 
1927 · 
1928 · 
1929 · 
1930 · 
1931 · 
1932 · 
1933 · 
1934 · 
1935 · 
1936 · 
1937 · 
1938 · 
1939 · 
1940 · 
1946 · 
1947 · 
1948 · 
1949 · 
1950 · 
1951 · 
1952 · 
1953 · 
1954 · 
1955 · 
1956 · 
1957 · 
1958 · 
1959 · 
1960 · 
1961 · 
1962 · 
1963 · 
1964 · 
1965 · 
1966 · 
1967 · 
1968 · 
1969 · 
1970 · 
1971 · 
1972 · 
1973 · 
1974 · 
1975 · 
1976 · 
1977 · 
1978 · 
1979 · 
1980 · 
1981 · 
1982 · 
1983 · 
1984 · 
1985 · 
1986 · 
1987 · 
1988 · 
1989 · 
1990 · 
1991 · 
1992 · 
1993 · 
1994 · 
1995 · 
1996 · 
1997 · 
1998 · 
1999 · 
2000 · 
2001 · 
2002 · 
2003 · 
2004 · 
2005 · 
2006 · 
2007 · 
2008 · 
2009 · 
2010 · 
2011 · 
2012 · 
2013 · 
2014 · 
2015 · 
2016 · 
2017 · 
2018 · 
2019 · 
2020 · 
2021 · 
2022 · 
2023 · 
2024 · 
2025
Vrouwen:
1988 · 
1989 · 
1990 · 
1991 ·
1992 ·
1993 · 
1994 · 
1995 · 
1996 · 
1997 · 
1998 · 
1999 · 
2000 · 
2001 · 
2002 · 
2003 · 
2004 · 
2005 · 
2006 · 
2007 · 
2008 · 
2009 · 
2010 · 
2011 · 
2012 ·
2013 · 
2014 ·
2015 ·
2016 ·
2017 ·
2018 ·
2019 ·
2020 ·
2021 ·
2022 ·
2023 ·
2024 ·
2025